# 三菱電機ホーム機器
三菱電機ホーム機器株式会社（みつびしでんきホームきき）は、埼玉県深谷市に本社を置く白物家電メーカー。
三菱電機グループ。
1984年（昭和59年）に三菱電機から分離、独立して設立。

## 沿革
- 1984年 - 三菱電機ホーム機器株式会社 設立
- 1985年 - 三菱電機群馬製作所よりオーブンレンジ・電子レンジ事業を移管
- 1992年 - 三菱電機静岡製作所よりクリーンレンジ事業を移管
- 1999年 - ISO14001認証取得
- 2005年 - 三菱電機群馬製作所より空質アメニティ商品（加湿器、空気清浄機、除湿機）移管、ISO9001認証取得（除湿機）
- 2009年 - ISO9001認証取得（ビルトイン食器洗い乾燥機）

## 取扱製品
- 炊飯器
- オーブンレンジ・電子レンジ
- 食器洗い機
- IHクッキングヒーター
- 空気清浄機
- 掃除機
- 除湿機